# Collettivi dei Giovani Comunisti
I Collettivi dei Giovani Comunisti (in spagnolo Colectivos de Jóvenes Comunistas, CJC) sono un'organizzazione giovanile spagnola di ideologia comunista, fondata nel 1985.
Dalla sua fondazione al 2017 è stata l'organizzazione giovanile del Partito Comunista dei Popoli di Spagna (PCPE), distaccandosi dal partito durante la lotta interna fra le due fazioni che portò alla fondazione del Partito Comunista dei Lavoratori di Spagna (PCTE), al quale i Collettivi dei Giovani Comunisti si affiliarono. Contestualmente la fazione filo-PCPE del CJC si staccò da quest'ultimo per fondare la Juventud Comunista de los Pueblos de España, nuova organizzazione giovanile del PCPE.
L'organizzazione utilizza nelle diverse zone della Spagna la propria denominazione nella lingua locale.
L'organo di stampa del CJC è Tinta Roja.

## Ideologia

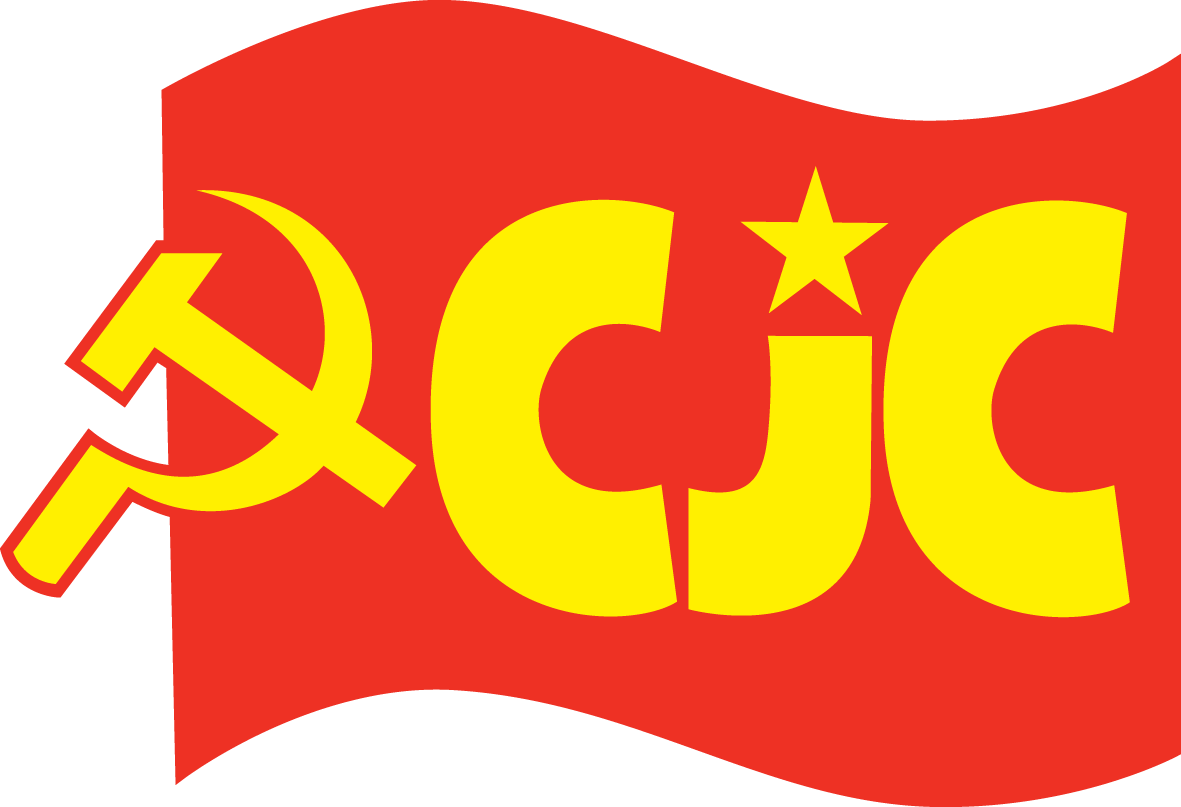
Vecchio logo dell'organizzazione

Il CJC è un'organizzazione rivoluzionaria marxista-leninista. Basa i propri processi decisionali sul centralismo democratico: proprio per questo rifiuta al proprio interno correnti o fazioni organizzate. Sostiene la necessità del superamento della monarchia spagnola e della trasformazione della Spagna in una repubblica socialista confederale. Considera l'Unione europea come un'organizzazione imperialista reazionaria, e sostiene la necessità dell'uscita della Spagna dall'UE. Si batte anche per l'uscita del proprio paese dalla NATO.
Tra gli obiettivi principali del CJC vi è la formazione di militanti comunisti attraverso l'analisi dei problemi che colpiscono la gioventù.
Il CJC si batte per un'istruzione pubblica, di qualità e gratuita: proprio per questo, partecipa alle mobilitazioni del movimento studentesco spagnolo.

## Rapporti e relazioni internazionali
A livello internazionale, i Collettivi dei Giovani Comunisti intrattengono rapporti con molte organizzazioni giovanili comuniste, tra cui principalmente la Gioventù Comunista di Grecia e il Fronte della Gioventù Comunista. Sono membri della Federazione Mondiale della Gioventù Democratica e partecipano all'Incontro Europeo delle Gioventù Comuniste.